# Huka minima
Huka minima är en spindelart som beskrevs av Forster och Wilton 1973. Huka minima ingår i släktet Huka och familjen trattspindlar. Inga underarter finns listade i Catalogue of Life.